# Lajos Kassák

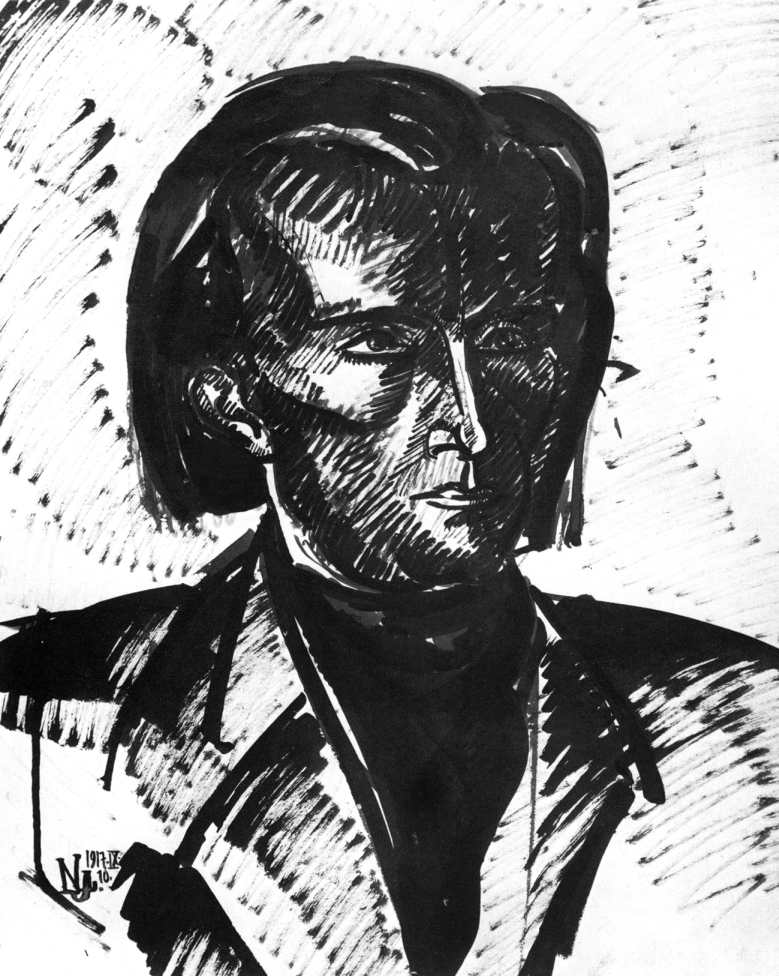
Lajos Kassák en 1917 (retrato de Nemes Lampérth).

Lajos Kassák (Ersekujvár, 21 de marzo de 1887 - Budapest, 22 de julio de 1967) fue un poeta, novelista, ensayista, pintor y editor húngaro vinculado a los movimientos de vanguardia y al socialismo.

## Biografía
Lajos Kassák, nacido en Érsekújvár el 21 de marzo de 1887, pertenecía a la clase obrera húngara. Durante su juventud se unió al movimiento socialista, y durante esta época también viajó por toda Hungría y al extranjero. En esta época entró en contacto con los diversos -ismos europeos (expresionismo, futurismo, cubismo, constructivismo, surrealismo y dadaísmo), los cuales contribuyeron a su evolución como artista, aunque no se adscribiera de manera total ni definitiva a ninguno de ellos.
Aunque sus primeras poesías muestran una clara influencia de Walt Whitman, ya su primer libro de poemas, Épica en la máscara de Wagner (1915) muestra un estilo personal, y una lucha entre la expresión individual y la expresión universal, sobrepasando la conciencia de clase. A pesar de esta vocación de universalidad, su poema "Artesanos" (1915) evoca la supremacía de los valores de la clase obrera, afirmando orgullosamente los logros de los trabajadores y su solidaridad internacional. Este poema fue publicado en Acción, la primera de las revistas de vanguardia creadas por Kassák. A ésta le siguieron Hoy (en húngaro Ma, publicada en Budapest entre 1916-19, y luego en Viena 1920-6), Documento (1926-7), Trabajo (1928-39), y finalmente Creación (1947). Aunque estas revistas tuvieron en general una vida efímera, y solieron terminar prohibidas por los sucesivos regímenes políticos, su significación, dentro y fuera de Hungría, es enorme, ya que contienen muestras de arte de vanguardia de toda Europa, incluyendo autores tan reputados como László Moholy-Nagy (1895-1946) o Victor Vasarely (1908-1997). 

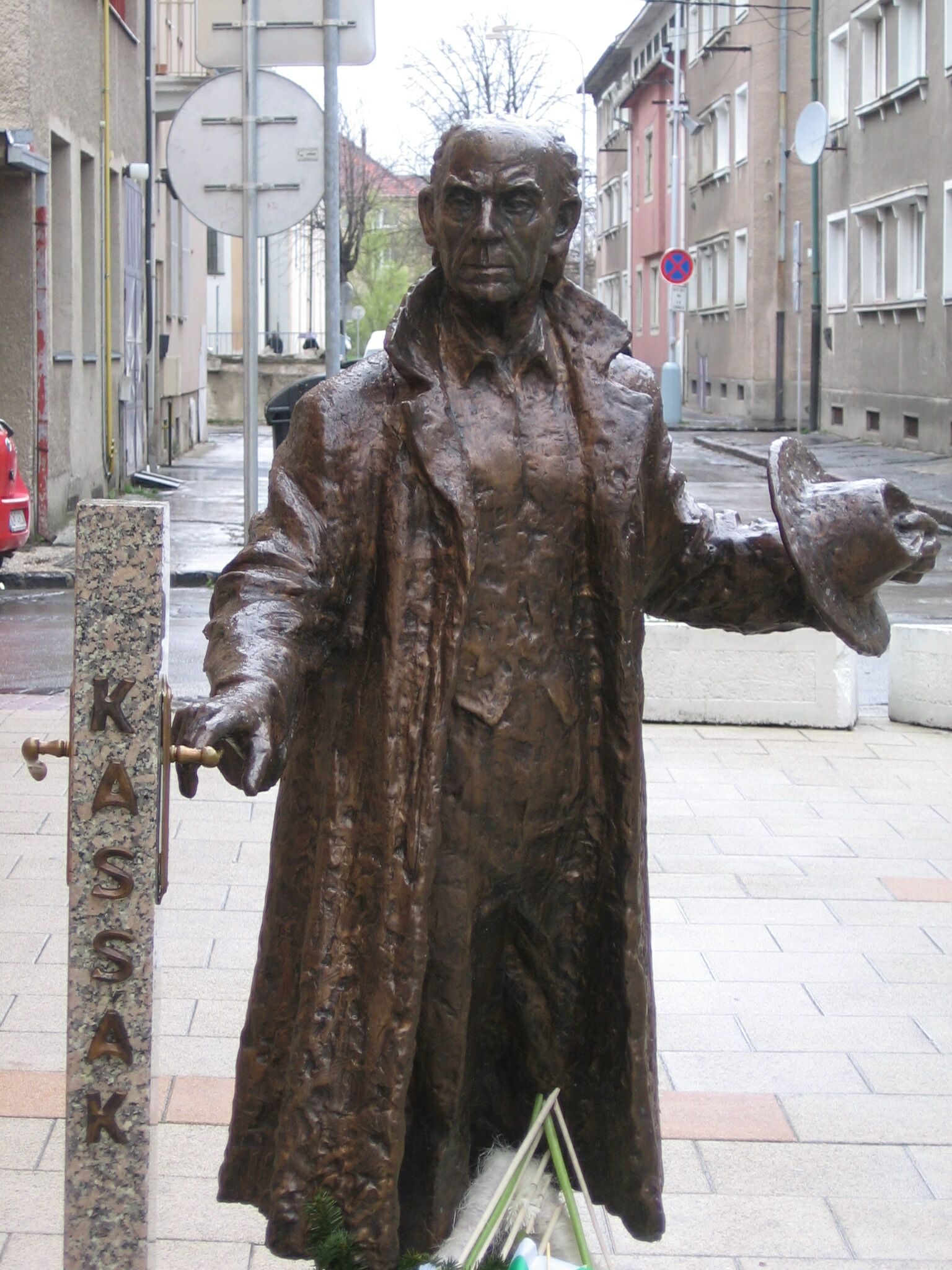
Estatua de Lajos Kassák en Ersekujvár, su pueblo natal.

Tras la Primera Guerra Mundial, Kassák evolucionó hacia el constructivismo puede explicarse como una reacción ante el fracaso de las expectativas revolucionarias en Hungría, con cuyos líderes, en especial Béla Kun, mantenía diferencias artísticas e ideológicas. En su famosa Carta abierta a Béla Kun en el nombre del arte (1919) Kassák rechazaba la subordinación a las resoluciones del Partido Comunista, lo que lo condujo a conflictos con sus camaradas y, a partir de 1945, el ostracismo literario y social. Pese a estas diferencias, en 1920 Kassák se exilió con el resto de sus compañeros socialistas a Viena, donde siguió publicando su revista Hoy, en la que publicó los principios teóricos del constructivismo húngaro (1921). Ese grupo surgido en torno a dicha publicación y capitaneado por el propio Kassák fue conocido con el nombre de MA-ists. En noviembre de 1924 formó parte de la Primera Exposición Internacional de Arte Moderno, en Bucarest, que reunió a escultores y pintores tan importantes como Brancusi, Arp o Kurt Schwitters. En noviembre de 1926, Kassák pudo volver a Budapest.
Durante la Segunda Guerra Mundial, Kassák se quedó totalmente aislado, por sus diferencias con los líderes de la izquierda. Las obras poéticas escritas en esta época carecen ya del vitalismo vanguardista de sus obras iniciales, y tienden a tratar temas más sombríos: la vejez, la muerte, el amor... Durante el estalinismo su voz fue silenciada e ignorada en Hungría (en el extranjero, en cambio, su reputación seguía intacta), salvo por un fugaz destello, durante la Revolución de Hungría de 1956, cuando su poema "El Dictador" fue publicado por la prensa revolucionaria. Con la progresiva liberalización de los años 60, la figura de Kassák fue recuperada como padre de la vanguardia húngara, lo que se trasluce también en un cambio en su creación, que tiende hacia tonos y temas más suaves y cálidos. En 1966 Kassák formó parte de una gran exposición sobre el dadaísmo en el Museo de Arte Moderno de París, y en 1967, año de su muerte, su obra fue objeto de una exposición retrospectiva en Budapest.